# Epichnopterix sibirica
Epichnopterix sibirica är en fjärilsart som beskrevs av Eugen Wehrli 1933. Epichnopterix sibirica ingår i släktet Epichnopterix och familjen säckspinnare. Inga underarter finns listade i Catalogue of Life.